# Дашдоржийн Баярхуу
Дашдоржийн Баярхуу (монг. Дашдоржийн Баярхуу; 4 мая 1956, Улан-Батор Монгольская Народная Республика) — монгольский учёный, дипломат, журналист, редактор, писатель
, переводчик, профессор Монгольской дипломатической академии (с 2003).

## Биография
Родился в семье режиссёра-документалиста и фотографа. Образование почил в Монгольском государственном университете. В 1979 году получил степень бакалавра, магистра китаеведения.
После окончания университета в 1979—1980 годах работал переводчиком-редактором с китайского языка в Службе зарубежного вещания Национального радио Монголии. Был призван в армию в июне 1980 года. Учился на командирских курсах, в 1980—1983 годах служил кадровым офицером. В качестве переводчика в 1982 году участвовал в переговорах по обсуждению пограничных вопросов между Монголией и КНР.
После демобилизации в декабре 1983 года, работал переводчиком-редактором в Национальном Информационном агентстве Монцамэ. В 1984—1985 годах был переведен в Министерство иностранных дел МНР. Занимал пост административного и консульского работника посольства Монголии в Китайской Народной Республике. После службы в Пекине продолжил работу в агентстве Монцамэ в 1986—1988 годах в качестве редактора Бюллетеня международных отношений журнала «The Time» на монгольском языке. Позже стал главным редактором монгольского «The Time», посвященного международным делам.
Сторонник и участник Монгольской демократической революции (1989—1990). Автор статей о демократической идеологии, свободе и реформации в журнале «Тайм».
В 1993 году получил диплом специалиста по международным отношениям Дипломатической академии Министерства иностранных дел Российской Федерации.
В 1998—2001 годах — Посол Монголии в Индии.
После победы Демократическая партия Монголии назначен заместителем генерального директора Департамента планирования и координации политики Министерства внешних сношений Монголии (1996—1998). Служил советником посольства Монголии в Индии. В 2001 году вернулся в Монголию и работал советником в Департаменте планирования политики, информации и мониторинга Министерства иностранных дел Монголии, затем отправился в Японию, где в 2002—2003 гг. работал в качестве приглашенного научного сотрудника в Японском Институте международных отношений в Токио. В 2003—2008 годах — старший советник Департамента планирования политики, информации и мониторинга МИД Монголии. Был главным редактором Diplomatic Bluebook-2006, печатного органа МИД Монголии.
В 2008—2012 годах — Посол Монголии в Египте, в 2009 году, по совместительству — посол в Кувейте и в Саудовской Аравии (2009—2014). В 2012—2015 годах — Посол Монголии в Иране, отвечал за работу в 14 странах Ближнего Востока.
С 2003 года — профессор Монгольской дипломатической академии.
Автор двух книг, ставших первой публикацией об арабской истории на монгольском языке.

## Избранные публикации
- International Relations in the Twentieth Century Political Education Academy, Ulaanbaatar, Mongolia, 1994, 224 pages
- Global Politics and International Relations: Key Trends of the 1990s Political Education Academy, Ulaanbaatar, 1995, 337 pages
- Mongolian Diplomacy and Some Aspects of International Relations School of Foreign Service, National University of Mongolia Ulaanbaatar, 1996, 147 pages
- Mongolia’s Democracy: Populism or Fascism INTEPRESS, Ulaanbaatar, 1997, 195 pages
- Portrait of Twentieth Century (Joint Authorship with B.Baabar) T&U Printing, Ulaanbaatar, 1997, 450 pages
- Contemporary International Relations and New World Order School of Foreign Service, National University of Mongolia Ulaanbaatar, 1998, 324 pages
- International Relations and Geopolitical Interests INTERPRESS, Ulaanbaatar, 2000, 208 pages
- Geopolitics for Eurasia and International Relations: Present and Future School of Foreign Service, National University of Mongolia Ulaanbaatar, 2002, 270 pages
- Geopolitics for Eurasia and International Relations: Past, Present and Future School of Foreign Service, National University of Mongolia Institute of International Studies, Academy of Sciences of Mongolia Ulaanbaatar, 2003, 2005, 380 pages
- Theory and Practice of International Relations School of Foreign Service, National University of Mongolia Ulaanbaatar, 2003, 80 pages
- Mongolia: From Communism to Capitalism MONSUDAR Publishing House, Ulaanbaatar, 2004, 270 pages
- Lectures on Geopolitics Mongolian Future Society, Ulaanbaatar, 2007, 240 pages
- XXI Century: Prognosis and Perspectives Mongolian Future Society, Ulaanbaatar, 2007, 142 pages
- Who are we? NEPKO Publishing, Ulaanbaatar, 2007, 340 pages
- The True Story of My Life NEPKO Publishing, Ulaanbaatar, 2009, 550 pages
- Tahrir Revolution NEPKO Publishing, Ulaanbaatar, 2011, 534 pages
- Authors of the Modern History of the World (Joint Authorship with B.Baabar) NEPKO Publishing, Ulaanbaatar, 2012, 430 pages
- Tahrir Second Revolution NEPKO Publishing, Ulaanbaatar, 2013, 410 pages
- Jambyn Batmunkh, Biography NEPKO Publishing, Ulaanbaatar, 2015, 420 pages
- Permanent Neutrality in the International Relations & Mongolia’s Foreign Policy NEPKO Publishing, Ulaanbaatar, 2016, 130 pages
- The Saying of the Scholar /Sudlaachyn ug/, Ulaanbaatar 2017, 640 pages